# Siegfried Greif
Siegfried Greif (* 8. August 1943 in Wurzen) ist ein deutscher Psychologe und ehemaliger Leiter des Fachgebiets Arbeits- und Organisationspsychologie der Universität Osnabrück.

## Werdegang
Nach seinem Studium der Psychologie an der Justus-Liebig-Universität Gießen und dem Diplom 1967 wechselte Greif an die Freie Universität Berlin. Dort promovierte er 1972, arbeitete ab 1973 als Assistenzprofessor, habilitierte sich 1976 und erhielt 1977 eine Professur.
1982 erhielt er einen Ruf auf einen Lehrstuhl an der Universität Osnabrück, wo er bis zur Erreichung des Ruhestandsalters 2003 den Fachbereich Arbeits- und Organisationspsychologie leitete. Außerdem war Greif Mitglied des Instituts für Migrationsforschung und Interkulturelle Studien (IMIS) der Universität.
Greif arbeitet im Bereich Coaching und Change Management eines privaten Beratungsinstituts in Kooperation mit der Universität Osnabrück.

## Schriften (Auswahl)
- Gruppenintelligenztests. Untersuchungen am WIT, IST, LPS und AIT (Dissertation), Lang, Frankfurt 1972, ISBN 3-261-00799-0
- Konzepte der Organisationspsychologie – eine Einführung in grundlegende theoretische Ansätze, Huber: Stuttgart 1983, ISBN 3-456-81262-0
- Erfolge und Misserfolge beim Change Management, Hogrefe, Göttingen 2004, ISBN 3-8017-1887-5 (mit Bernd Runde und Ilka Seeberg)
- Coaching und ergebnisorientierte Selbstreflexion : Theorie, Forschung und Praxis des Einzel- und Gruppencoachings, Hogrefe, Göttingen 2008, ISBN 978-3-8017-1983-8